# Regional Rugby Championship 2014./15.
Regional Rugby Championship (Regional Rugby League, hrv Regionalna ragbijaška liga) za 2014./15. je bilo osmo izdanje regionalne ragbijaške lige. Sudjelovalo je šest klubova i selekcija iz Bosne i Hercegovine, Crne Gore, Hrvatske, Mađarske i Srbije. Prvak je prvi put postao Čelik iz Zenice.

## Sudionici
- Čelik, Zenica
- Arsenal Porto Montenegro, Tivat
- Nada Dalmacija, Split
- Zagrebački Ragbi Savez Smartson, Zagreb
- Magyarok
- Rad MOZZART, Beograd

## Ljestvice i rezultati

### Prvi dio natjecanja

#### Grupa A
| mj | klub                            | ut | pob | ner | por | poen+ | poen- | bod |             |
| -- | ------------------------------- | -- | --- | --- | --- | ----- | ----- | --- | ----------- |
| 1. | Nada Dalmacija                  | 4  | 4   | 0   | 0   | 129   | 55    | 19  | doigravanje |
| 2. | Zagrebački Ragbi Savez Smartson | 4  | 1   | 0   | 3   | 67    | 110   | 5   | doigravanje |
| 3. | Magyarok                        | 4  | 1   | 0   | 3   | 84    | 115   | 4   |             |

#### Grupa B
| mj | klub                     | ut | pob | ner | por | poen+ | poen- | bod |             |
| -- | ------------------------ | -- | --- | --- | --- | ----- | ----- | --- | ----------- |
| 1. | Čelik                    | 4  | 4   | 0   | 0   | 156   | 51    | 20  | doigravanje |
| 2. | Rad MOZZART              | 4  | 2   | 0   | 2   | 147   | 70    | 12  | doigravanje |
| 3. | Arsenal Porto Montenegro | 4  | 0   | 0   | 4   | 32    | 214   | 0   |             |

### Doigravanje
| !klub1         | rez.          | klub2                           |
| poluzavršnica  | poluzavršnica | poluzavršnica                   |
| -------------- | ------------- | ------------------------------- |
| Nada Dalmacija | 20:0          | Rad MOZZART                     |
| Čelik          | 49:12         | Zagrebački Ragbi Savez Smartson |
|                |               |                                 |
| za pobjednika  |               |                                 |
| Čelik          | 29:14         | Nada Dalmacija                  |

## Poveznice
- Regional Rugby Championship